# Sebastian Mila
Sebastian Mila (n. 10 iulie 1982 în Koszalin) este un fotbalist polonez profesionist care joacă pe postul de mijlocaș ofensiv pentru clubul Lechia Gdansk din Ekstraklasa.
Are peste 30 de selecții la echipa națională de fotbal a Poloniei, de la debutul său în 2003, participând la Campionatul Mondial de Fotbal 2006.

## Cariera la club
În 2003, pe când Mila juca la Dyskobolia Grodzisk Wielkopolski, a reușit să marcheze un gol într-o partidă în care polonezii i-au eliminat pe Manchester City din Cupa UEFA 2003-2004.
La 9 februarie 2007 a semnat cu Vålerenga, care l-a împrumutat la FK Austria Viena. El a a primit o ofertă din partea clubului Chicago Fire din Major League Soccer în iulie 2006. 
În iulie 2008, a semnat un contract pe patru ani cu clubul polonez Śląsk Wrocław. În primăvara anului 2009, în primul său an la club, a reușit să câștige Cupa Poloniei. A devenit căpitanul echipei în 2011, care a ajuns mai întâi pe locul al doilea, reușind să câștige campionatul în sezonul următor, fiind primul campionat adjudecat de Śląsk după 35 de ani
În ianuarie 2015 a semnat Lechia Gdańsk, unde va juca cu numărul 6 pe tricou.

## Carieră internațională
Câștigătorul al Europeanului U18 în 2001, Mila a jucat în 38 de meciuri pentru echipa mare a Poloniei.  A participat și la Campionatul Mondial FIFA U-17 din 1999  din Noua Zeelandă. A fost inclus în lotul de 23 de jucători care a participat la Campionatul Mondial de Fotbal 2006, dar nu a jucat niciun minut. Pe 11 octombrie 2014 a marcat primul său gol la națională după șase ani, în prima victorie obținută de Polonia împotriva Germaniei, scor 2-0.